# Jablonica
Jablonica (in ungherese Jablánc) è un comune della Slovacchia facente parte del distretto di Senica, nella regione di Trnava.